# Neva Abelson
Neva Martin Abelson (19 de noviembre de 1910-26 de septiembre de 2000), fue una pediatra, química, y hematóloga, estadounidense. Es reconocida como una de las principales investigadoras en factor Rh, codescubridora con Louis Diamond (1902-1999).

## Biografía
Se graduó por la Washington State University con un B.Sc. (Bachiller universitario en ciencias) en química. Ya egresada, se especializó en pediatría. Sus investigaciones en la Universidad de Pensilvania, donde ya era profesora de patología clínica, involucraba grupos sanguíneos, enfermedades hematológicas de infantes, y la patogénesis de artritis reumatoide. En 1974, publicó el texto, Topics in Blood Banking.

## Reconocimiento
- 1971: galardón Emily Cooley Memorial por la American Association of Blood Banks.[2]

## Vida personal
Abelson se casó con Philip Abelson (1913-2004), un físico, escritor científico y editor de largo plazo de la revista  Science. Su hija, Ellen Abelson Cherniavsky que estóa hoy retirada, trabajó en investigaciones de la aviación en la Corporación  MITRE de Virginia.

## Algunas publicaciones
- neva m. Abelson. 1974. Topics in blood banking. Edición ilustrada de Lea & Febiger, 163 p. ISBN 0812104994, ISBN 9780812104998

- --------------------. 1971. A Seminar on Basic Immunology. Publicó American Association of Blood Banks, 131 p. ISBN 0914404008, ISBN 780914404002